# Aldfrith
Vous lisez un « bon article » labellisé en 2018.
Aldfrith est roi de Northumbrie de 685 à sa mort, le 14 décembre 704 ou 705.
Fils du roi Oswiu et de la princesse irlandaise Fín, Aldfrith passe sa jeunesse en Irlande. En 685, son demi-frère aîné Ecgfrith est tué à la bataille de Nechtansmere contre les Pictes et Aldfrith est tiré du monastère d'Iona pour lui succéder. Ses vingt années de règne sont paisibles et principalement marquées par des disputes avec l'évêque d'York Wilfrid, un personnage majeur de la jeune Église northumbrienne. Il est apparemment le premier souverain de ce royaume à frapper des sceattas, de petites pièces d'argent qui remplacent les grandes monnaies en or utilisées jusqu'alors par les Anglo-Saxons.
Bède le Vénérable, Alcuin et Étienne de Ripon décrivent Aldfrith comme un homme d'une grande érudition. Il subsiste des textes qui lui sont attribués. Son règne marque le début d'une période florissante pour la Northumbrie dans le domaine culturel, avec notamment la production des Évangiles de Lindisfarne et du Codex Amiatinus, deux manuscrits bibliques richement enluminés. À sa mort, son jeune fils Osred est écarté par un certain Eadwulf, d'ascendance inconnue, qui règne pendant quelques mois avant que les partisans d'Osred n'imposent celui-ci sur le trône.

## Contexte et jeunesse

Les peuples anglo-saxons en Angleterre au début du VIIe siècle.

Vers l'an 600, la majeure partie de l'actuelle Angleterre est dominée par les Anglo-Saxons, un ensemble de peuples germaniques (Angles, Saxons et Jutes, entre autres) venus du continent. Les deux royaumes anglo-saxons les plus septentrionaux sont la Bernicie, entre le Forth et la Tees, et le Deira, entre la Tees et l'Humber. Ces deux royaumes sont unis sous un seul souverain vers 605, lorsque le roi Æthelfrith de Bernicie soumet le Deira à son autorité. Son royaume prend le nom de Northumbrie, en référence à sa position au nord de l'estuaire du Humber.
Edwin, le successeur d'Æthelfrith, est issu de la lignée des rois de Deira. Après son arrivée au pouvoir, en 616, il bannit les fils de son prédécesseur. Deux d'entre eux, Oswald et Oswiu, séjournent alors un temps au Dál Riata, un royaume gaélique qui s'étend sur le nord-est de l'Irlande et le sud-ouest de l'Écosse. Oswiu, qui est encore enfant, grandit ainsi dans un environnement celtique. Il parle couramment le vieil irlandais et pourrait avoir épousé une princesse de la dynastie Uí Néill, vraisemblablement Fín, la fille ou la petite-fille de l'Ard ri Érenn Colmán Rímid. Aldfrith est issu de cette union, mais sa date de naissance est inconnue,. Par sa mère, il serait apparenté au sage Cenn Fáelad mac Aillila et à l'évêque Finan de Lindisfarne,,. En accord avec le droit irlandais, c'est à la famille de Fín, les descendants d'Eoghan mac Néill, de prendre en charge l'éducation d'Aldfrith. Du côté northumbrien, en revanche, l'Église ne considère pas l'union des parents d'Aldfrith comme un mariage légitime, et il est décrit comme le fils d'une concubine (nothus, du grec νοθος « bâtard ») dans certaines sources.
La mort d'Edwin, en 633, permet à Oswald et Oswiu de rentrer en Northumbrie, où ils se succèdent sur le trône. D'après Bède le Vénérable, leur pouvoir s'étend au-delà des frontières de leur royaume : Oswiu exerce sa suzeraineté sur les Anglo-Saxons, les Pictes, les Gaëls du Dal Riada et plusieurs royaumes bretons du nord-ouest de l'Angleterre et du sud de l'Écosse. L'influence d'Oswiu diminue après l'avènement de Wulfhere de Mercie, en 658, mais il reste roi de Northumbrie jusqu'à sa mort, en 670. Ecgfrith, son successeur, est l'un des fils de sa deuxième femme Eanflæd. Il ne parvient pas à rétablir l'autorité exercée par son père sur les royaumes du Sud, en particulier la Mercie dont le roi Æthelred, frère de Wulfhere, lui inflige une défaite cinglante sur la Trent en 679,.
Bien qu'il ait été marié à deux reprises, Ecgfrith n'a pas d'enfants. Ses deux frères sont morts avant lui : Alhfrith n'est plus mentionné après 664, et Ælfwine trouve la mort durant la bataille de la Trent en 679. C'est peut-être pour cette raison qu'il envoie une armée en Irlande en 684. Les troupes northumbriennes, commandées par un certain Berht, ravagent la plaine de Brega, détruisant plusieurs églises et emportent des otages avec elles. Il est possible que cette incursion ait eu pour but de décourager d'éventuels partisans des revendications d'Aldfrith sur le trône de Northumbrie. Des motifs religieux ont également pu peser dans la balance. Dans sa Vie de saint Cuthbert, Bède rapporte une conversation entre Cuthbert et l'abbesse Ælfflæd de Whitby, fille d'Oswiu, dans laquelle le saint prédit la mort d'Ecgfrith et l'avènement d'Aldfrith,.

## Règne

### Avènement
Ecgfrith est tué en 685 en affrontant son cousin le roi des Pictes Bridei mac Bili à la bataille de Dunnichen. Paraphrasant Virgile, Bède écrit qu'après la mort d'Ecgfrith, « l'espoir et la vertu du royaume des Angles commença à refluer et à décroître sensiblement ». Les Midlands, perdus en 679, et le nord de l'île, perdu en 685, échappent définitivement à la Northumbrie, qui reste néanmoins l'un des royaumes les plus puissants des îles Britanniques jusqu'à l'âge des Vikings,.
Bénéficiant du prestige de sa dynastie, Aldfrith succède à Ecgfrith sans heurt, malgré l'existence probable de rivaux pour le trône. Il est possible qu'il ait reçu le soutien de ses voisins pictes et gaels : un érudit paisible comme Aldfrith représente une menace moindre pour eux qu'un va-t'en-guerre potentiel rappelant un Oswiu ou un Ecgfrith. De fait, à l'exception d'une bataille avec les Pictes en 697 ou 698 durant laquelle Berht trouve la mort, aucun affrontement n'est rapporté sous le règne d'Aldfrith,.
Le royaume d'Aldfrith s'étend sur la Bernicie et le Deira, mais ces deux régions conservent des identités distinctes. Le cœur de la Bernicie se situe autour de l'actuelle frontière anglo-écossaise, avec les centres royaux et religieux de Lindisfarne, Hexham, Bamburgh et Yeavering. Son autorité couvre une bonne partie du sud-est de l'Écosse, même après la mort d'Aldfrith : Coldingham et Melrose sont d'importants centres religieux, et Dunbar constitue peut-être un centre du pouvoir royal. La situation dans le sud-ouest de l'Écosse et le nord-ouest de l'Angleterre est moins bien connue, mais un évêché est fondé à Whithorn quelques décennies après la mort d'Aldfrith. En ce qui concerne le Deira, les lieux de pouvoir majeur semblent être York, Catterick, Ripon et Whitby,.
Au sud, la frontière entre la Northumbrie et la Mercie traverse l'Angleterre d'est en ouest, suivant le Humber, l'Ouse et la Don jusqu'à la Mersey. Certaines découvertes archéologiques, comme le Roman Rig (en) près de Sheffield, semblent indiquer qu'il s'agit d'une frontière fortifiée, avec d'importants ouvrages en terre édifiés en retrait. Le Nico Ditch, au sud de Manchester, pourrait constituer un autre exemple de fortification, à moins qu'il s'agisse d'une simple délimitation non défendue. La situation est moins claire dans le nord du royaume. Il semble que le pouvoir y soit exercé par des sous-rois, dont certains appartiennent peut-être à des dynasties britanniques autochtones. Le général Berht appartient peut-être à l'une de ces familles,.

### Relations avec l'Église

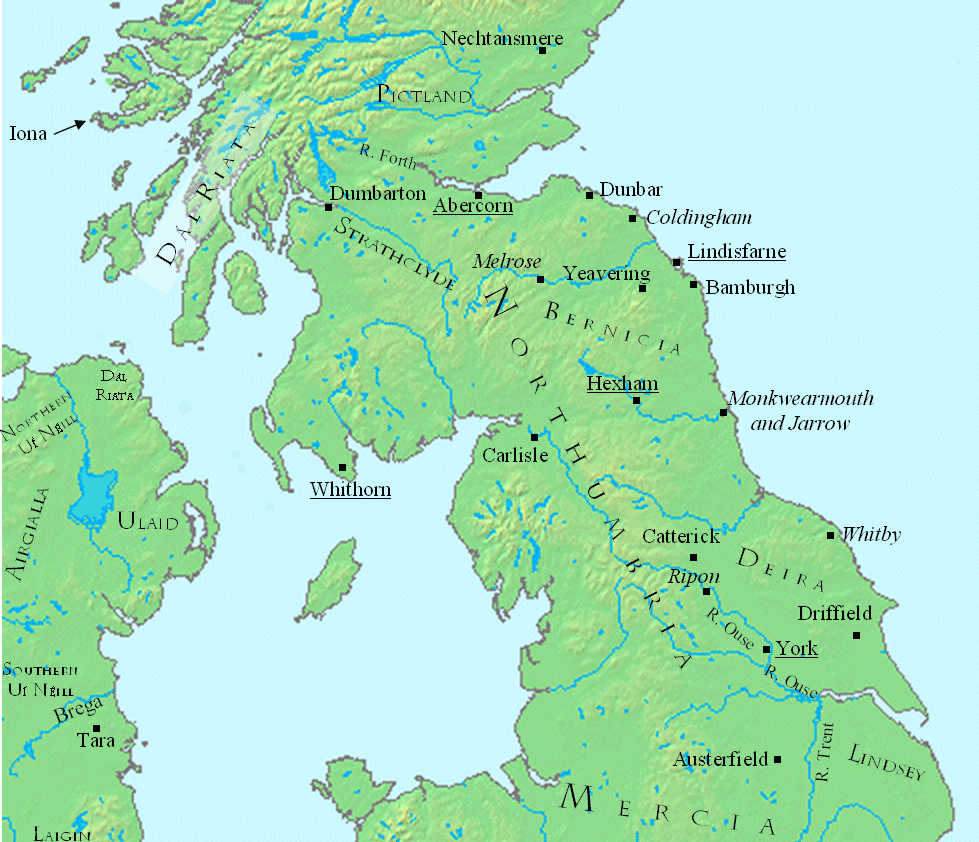
Évêchés et monastères de Northumbrie vers 700.

L'Église est l'une des puissances majeures en Northumbrie. Outre son autorité spirituelle, elle bénéficie d'une position économique forte. Le pays étant dépourvu de grands centres urbains, les principales églises et abbayes sont des lieux importants pour le commerce, et les membres de l'Église détiennent également de grandes propriétés foncières. À l'époque d'Aldfrith, la Northumbrie est divisée entre plusieurs évêchés, dont les sièges sont Lindisfarne, Hexham et York. Au nord, l'éphémère évêché d'Abercorn, créé pour l'évêque Trumwine (en), disparaît après la mort d'Ecgfrith, mais le premier évêque connu de Whithorn n'est nommé qu'à l'époque de Ceolwulf. Le royaume compte également plusieurs grandes abbayes, dont celles de Whitby, de Monkwearmouth-Jarrow et de Ripon.
Aldfrith semble avoir bénéficié du soutien des principaux prélats du royaume, notamment l'évêque Cuthbert de Lindisfarne et l'abbesse Ælfflæd de Whitby, qui n'est autre que sa demi-sœur. Il entretient également de bonnes relations avec Aldhelm, qui devient par la suite évêque de Sherborne, dans le Wessex. Comme Aldfrith, Aldhelm a reçu une éducation irlandaise, mais en Grande-Bretagne, à l'abbaye de Malmesbury. C'est Aldhelm qui confère à Aldfrith le sacrement de confirmation, et les deux hommes entretiennent une correspondance dont subsistent certaines lettres. Le prélat envoie au roi une copie de son traité de numérologie sur le chiffre sept, intitulé Epistola ad Acircium,,. L'abbé Adomnán est également un ami proche d'Aldfrith, et peut-être un de ses professeurs à Iona. Il rencontre le roi dans les années 680 pour négocier la libération des prisonniers irlandais capturés lors de l'expédition de Berht en 684. L'abbé obtient gain de cause et, lors d'une seconde visite à la cour d'Aldfrith, lui présente une copie de son traité De locis sanctis, une description des lieux de pèlerinage en Terre sainte, à Alexandrie et à Constantinople. Bède rapporte qu'Aldfrith fait circuler l'œuvre d'Adomnán pour que d'autres pussent la lire,,.
Décrit comme un érudit par Bède, Aldfrith se distingue des rois anglo-saxons qui l'ont précédé, davantage réputés pour leur ardeur au combat que pour leur savoir. D'après Bède, il n'hésite pas à offrir un domaine de huit hides à l'abbé Ceolfrith de Monkwearmouth-Jarrow en échange d'un manuscrit de cosmographie. Des sources irlandaises le qualifient de sapiens, un mot latin qui signifie « sage » et désigne en général un érudit qui n'est pas associé à une église particulière. Ce qu'il sous-entend en termes de savoir et de sagesse conduit l'historien Peter Hunter Blair à comparer Aldfrith à l'idéal platonicien du roi-philosophe.
Aldfrith entretient des relations tumultueuses avec Wilfrid, le principal homme d'Église de Northumbrie. Ancien évêque d'York, Wilfrid a été exilé par Ecgfrith, le prédécesseur d'Aldfrith. À la demande pressante de l'archevêque Théodore, le roi autorise son retour en Northumbrie en 686,. L'adhésion d'Aldfrith aux coutumes de l'Église celtique, conséquence de sa jeunesse irlandaise, explique en partie l'antipathie entre Wilfrid et lui, mais la véritable cause de leurs dissensions est le refus par Wilfrid d'accepter la division de son vaste diocèse de Northumbrie, décidée par Théodore en 677 et sur laquelle Aldfrith n'a aucunement l'intention de revenir. La brouille est consommée en 692, date à laquelle Wilfrid est à nouveau chassé de Northumbrie.
L'évêque se réfugie en Mercie, où il bénéficie du soutien constant du roi Æthelred. Aldfrith convoque un concile à Austerfield en 702 ou 703 pour débattre de son éventuel retour. L'évêque déchu y assiste, mais il n'obtient pas gain de cause. Le roi propose même d'utiliser son armée pour le contraindre à accepter la décision du concile, mais les évêques présents lui rappellent qu'il a garanti un sauf-conduit à Wilfrid. De retour en Mercie, Wilfrid se voit encore excommunié par ses ennemis parmi les évêques. Il se rend à Rome pour plaider sa cause auprès du pape Jean VI, qui lui remet des lettres adressées à Aldfrith dans lesquelles il ordonne le rétablissement de Wilfrid dans toutes ses fonctions. Le roi refuse d'obéir au pape, et Wilfrid reste en disgrâce jusqu'à la mort d'Aldfrith,.

### L'âge d'or de la Northumbrie

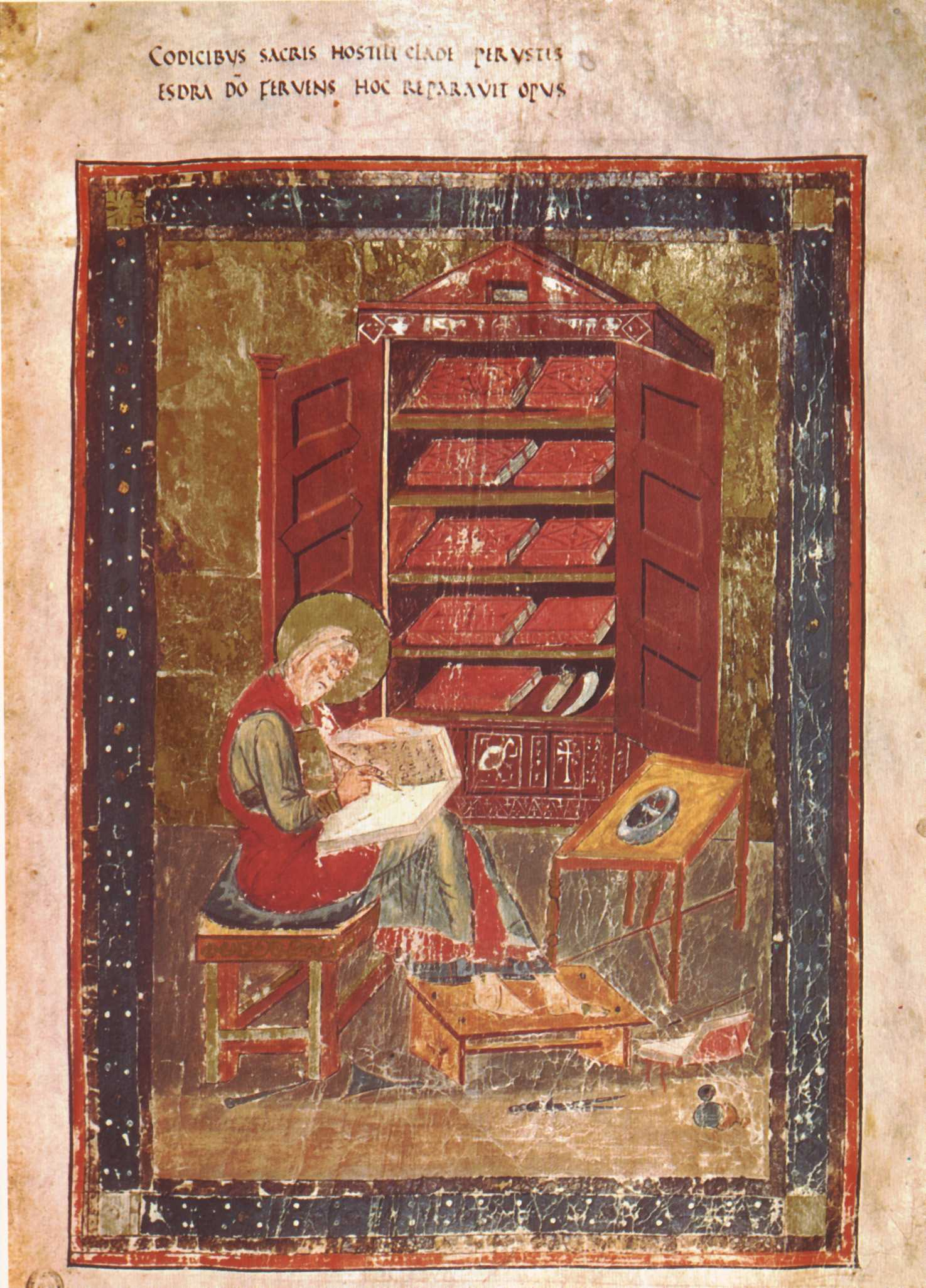
Esdras dans le Codex Amiatinus, une bible enluminée créée à Wearmouth-Jarrow pendant le règne d'Aldfrith.

Le règne d'Aldfrith marque le début d'un âge d'or pour le royaume de Northumbrie qui dure jusqu'à la fin du VIIIe siècle. Cette période, qui voit l'épanouissement de l'art hiberno-saxon, en particulier dans le domaine de l'enluminure, est illustrée par la rédaction des Évangiles de Lindisfarne (qui datent peut-être du règne d'Aldfrith), l'œuvre de Bède et les premières missions anglo-saxonnes vers le continent,.
Les Évangiles de Lindisfarne sont vraisemblablement l'œuvre d'Eadfrith, évêque de Lindisfarne après 698. D'autres manuscrits enluminés datent du règne d'Aldfrith, en particulier ceux réalisés par le « calligraphe de Durham-Echternach », un scribe actif vers la fin du VIIe siècle qui est l'auteur des Évangiles de Durham et des Évangiles d'Echternach, ces derniers étant parfois considérés comme d'origine irlandaise,,. Le Codex Amiatinus est produit à Monkwearmouth-Jarrow sous les ordres de l'abbé Ceolfrith, probablement pendant la décennie qui suit la mort d'Aldfrith,. Les Évangiles de Lichfield pourraient également avoir un lien avec la Northumbrie, mais ce n'est pas certain.
Il subsiste deux objets d'orfèvrerie importants fabriqués en Northumbrie à cette période. Le bijou de Ripon (en), découvert en 1977 dans l'enceinte de la cathédrale de Ripon, est difficile à dater, mais sa magnificence et le lieu de sa découverte laissent supposer un lien avec l'évêque Wilfrid, qui est responsable du riche ameublement de l'église. La croix pectorale de l'évêque Cuthbert est quant à elle enterrée avec lui sous le règne d'Aldfrith, soit au moment de sa mort en 687, soit lors de sa deuxième inhumation en 698. Retrouvée dans la châsse de saint Cuthbert au XIXe siècle, elle se trouve actuellement à la cathédrale de Durham.
L'époque d'Aldfrith a laissé peu de traces architecturales. Il est vraisemblable que les hautes croix de Bewcastle, Ruthwell et Hexham datent d'une à deux générations plus tard,,. La petite église d'Escomb, dans le comté de Durham (fin du VIIe siècle) est la mieux conservée pour cette période en Northumbrie. La chapelle en ruine d'Heysham, qui surplombe la baie de Morecambe, dans le Lancashire, est sans doute un peu plus tardive.

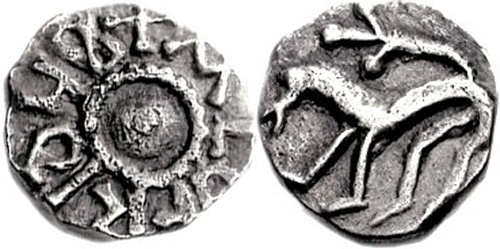
Sceat d'Aldfrith.

Les premières pièces de monnaie northumbriennes pourraient avoir été frappées sous le règne d'Aldfrith. C'est à cette époque qu'apparaissent les sceattas, des pièces en argent qui remplacent le lourd thrymsa en or, peu pratique,. Fait exceptionnel pour l'époque, les monnaies d'Aldfrith portent son nom plutôt que celui des monnayeurs qui les ont frappées. Il est écrit en onciale irlandaise. La plupart de ses pièces portent le dessin d'un quadrupède à la queue dressée, apparemment un lion.

### Héritiers, mort et succession
Aldfrith est marié avec Cuthburh, la sœur du roi Ine de Wessex, l'un des plus puissants souverains du sud de l'Angleterre. D'après la Chronique anglo-saxonne, elle se sépare de son mari pour fonder une abbaye à Wimborne Minster, dans le Dorset, dont elle devient l'abbesse. Aldfrith est le père d'au moins deux fils, Osred et Offa, mais on ignore si Cuthburh est leur mère. Osred, né vers 696 ou 697, devient roi de Northumbrie après la mort de son père. Offa, quant à lui, ne monte jamais sur le trône. En 750, il est arraché à l'église de Lindisfarne et exécuté sur ordre du roi Eadberht,. Osric, roi de 718 à 729, pourrait être le fils d'Aldfrith, ou bien celui de son demi-frère Alhfrith,. Au XIIIe siècle, le chroniqueur Giraud de Barri relate l'histoire d'une sainte Osana (en), sœur d'Osred, qui serait donc la fille d'Aldfrith, une idée qui n'est pas jugée valide par la plupart des historiens modernes.
Aldfrith serait tombé malade quelque temps avant sa mort, survenue un 14 décembre, en 704 d'après les annales irlandaises ou en 705 d'après Bède. La Chronique anglo-saxonne, qui date également sa mort de 705, précise qu'elle a eu lieu à Driffield, dans le Yorkshire de l'Est. Sa succession est contestée entre un certain Eadwulf, qui reçoit initialement le soutien de l'évêque Wilfrid, et les partisans d'Osred, le jeune fils d'Aldfrith, apparemment menés par Berhtfrith, un parent de Berht, qui finissent par obtenir gain de cause,.
Certaines annales irlandaises glosent le nom d'Aldfrith en « Flann Fína mac Ossu ». Il subsiste une anthologie de littérature sapientiale attribuée à Flann Fína, le Briathra Flainn Fhina Maic Ossu, mais c'est un texte en moyen irlandais qui ne peut pas dater d'avant le Xe siècle.

### Sources primaires
- Bède le Vénérable (trad. Philippe Delaveau), Histoire ecclésiastique du peuple anglais, Gallimard, coll. « L'Aube des peuples », 1995, 399 p. (ISBN 2-07-073015-8).
- (en) Bertram Colgrave (éd. et trad.), The Life of Bishop Wilfrid by Eddius Stephanus, Cambridge University Press, 1985 (1re éd. 1927) (ISBN 978-0-521-31387-2).
- (en) Michael Swanton (trad.), The Anglo-Saxon Chronicle, Routledge, 1996 (ISBN 0-415-92129-5).

### Sources secondaires
- (en) Leslie Alcock, Kings and Warriors, Craftsmen and Priests in Northern Britain, AD 550-850, Society of Antiquaries of Scotland, 2003 (ISBN 0-9039-0324-5).
- (en) Richard N. Bailey, « Bewcastle », dans Michael Lapidge, John Blair, Simon Keynes et Donald Scragg (éd.), The Wiley Blackwell Encyclopedia of Anglo-Saxon England, Wiley Blackwell, 2014, 2e éd. (ISBN 978-0-470-65632-7).
- (en) Michelle P. Brown, « Echternach Gospels », dans Michael Lapidge, John Blair, Simon Keynes et Donald Scragg (éd.), The Wiley Blackwell Encyclopedia of Anglo-Saxon England, Wiley Blackwell, 2014, 2e éd. (ISBN 978-0-470-65632-7).
- (en) James Campbell, « Elements in the background to the life of Saint Cuthbert and his early cult », dans The Anglo-Saxon State, Hambledon, 2000 (ISBN 1-85285-176-7).
- (en) T. M. Charles-Edwards, Early Christian Ireland, Cambridge University Press, 2000 (ISBN 9780521363952).
- (en) Patricia H. Coulstock, Studies in the History of Medieval Religion 5: The Collegiate Church of Wimborne Minster, Boydell & Brewer, 1993 (ISBN 0-85115-339-9).
- (en) D. J. Craig, « Oswiu [Oswy] (611/12–670) », dans Oxford Dictionary of National Biography, Oxford University Press, 2004 (lire en ligne ).
- (en) Rosemary Cramp, « Aldfrith (d. 704/705) », dans Oxford Dictionary of National Biography, Oxford University Press, 2004 (lire en ligne ).
- (en) James E. Fraser, The Pictish Conquest: The battle of Dunnichen 685 and the birth of Scotland, Tempus, 2006 (ISBN 0-7524-3962-6).
- (en) Anna Gannon, The Iconography of Early Anglo-Saxon Coinage: Sixth to Eighth Centuries, Oxford University Press, 2003 (ISBN 0-19-925465-6).
- (en) Martin Grimmer, « The Exogamous Marriages of Oswiu of Northumbria », The Heroic Age, no 9,‎ 2006 (lire en ligne, consulté le 6 avril 2007).
- (en) R. A. Hall, E. Paterson, C. Mortimer et Niamh Whitfield, « The Ripon Jewel », dans Jane Hawkes & Susan Mills, Northumbria's Golden Age, Sutton, 1999 (ISBN 0-7509-1685-0).
- (en) Nick J. Higham, The Kingdom of Northumbria AD 350-1100, Tempus, 1993 (ISBN 0-86299-730-5).
- (en) Philip Holdsworth, « Northumbria », dans Michael Lapidge, John Blair, Simon Keynes et Donald Scragg (éd.), The Wiley Blackwell Encyclopedia of Anglo-Saxon England, Wiley Blackwell, 2014, 2e éd. (ISBN 978-0-470-65632-7).
- (en) Peter Hunter Blair, Northumbria in the Days of Bede, Victor Gollancz, 1976 (ISBN 0-575-01840-2).
- (en) Peter Hunter Blair, An Introduction to Anglo-Saxon England, Cambridge University Press, 1977, 2e éd. (ISBN 0-521-29219-0).
- (en) Peter Hunter Blair, The World of Bede, Cambridge University Press, 1990 (ISBN 0-521-39138-5).
- (en) C. A. Ireland, Old Irish wisdom attributed to Aldfrith of Northumbria: An edition of Briathra Flainn Fhina maic Ossu, Arizona Center for Medieval and Renaissance Studies, 1999 (ISBN 0-86698-247-7).
- (en) D. P. Kirby, The Earliest English Kings, Routledge, 1992 (ISBN 0-415-09086-5).
- (en) Michael Lapidge, « Aldfrith », dans Michael Lapidge, John Blair, Simon Keynes et Donald Scragg (éd.), The Wiley Blackwell Encyclopedia of Anglo-Saxon England, Wiley Blackwell, 2014, 2e éd. (ISBN 978-0-470-65632-7).
- (en) J. R. Maddicott, « Ecgfrith (645/6–685) », dans Oxford Dictionary of National Biography, Oxford University Press, 2004 (lire en ligne ).
- (en) Henry Mayr-Harting, The Coming of Christianity to Anglo-Saxon England, Batsford, 1972 (ISBN 0-7134-1360-3).
- (en) Lawrence Nees, Early Medieval Art, Oxford University Press, 2002 (ISBN 0-19-284243-9).
- (en) Éamonn Ó Carragáin, « Ruthwell Cross », dans Michael Lapidge, John Blair, Simon Keynes et Donald Scragg (éd.), The Wiley Blackwell Encyclopedia of Anglo-Saxon England, Wiley Blackwell, 2014, 2e éd. (ISBN 978-0-470-65632-7).
- (en) Éamonn Ó Carragáin, « The Necessary Distance: Imitatio Romae and the Ruthwell Cross », dans Jane Hawkes & Susan Mills, Northumbria's Golden Age, Sutton, 1999 (ISBN 0-7509-1685-0).
- (en) Frank Stenton, Anglo-Saxon England, Oxford, Clarendon Press, 1971, 3e éd. (ISBN 978-0-19-821716-9).
- (en) Christopher D. Verey, « Lindisfarne or Rath Maelsigi? The Evidence of the Texts », dans Jane Hawkes & Susan Mills, Northumbria's Golden Age, Sutton, 1999 (ISBN 0-7509-1685-0).
- (en) Ann Williams, Kingship and Government in Pre-Conquest England c. 500–1066, Macmillan, 1999 (ISBN 0-333-56797-8).
- (en) Barbara Yorke, Kings and Kingdoms of Early Anglo-Saxon England, Seaby, 1990 (ISBN 1-85264-027-8).
- (en) Barbara Yorke, « Cuthburh [St Cuthburh, Cuthburga] (fl. c. 700–718) », dans Oxford Dictionary of National Biography, Oxford University Press, 2004 (lire en ligne ).
- (en) Barbara Yorke, The Conversion of Britain: Religion, Politics and Society in Britain c. 600–800, Longman, 2006 (ISBN 0-582-77292-3).